# Pogonosoma maroccanum
Pogonosoma maroccanum är en tvåvingeart som först beskrevs av Fabricius 1794.  Pogonosoma maroccanum ingår i släktet Pogonosoma och familjen rovflugor. Inga underarter finns listade i Catalogue of Life.

## Bildgalleri

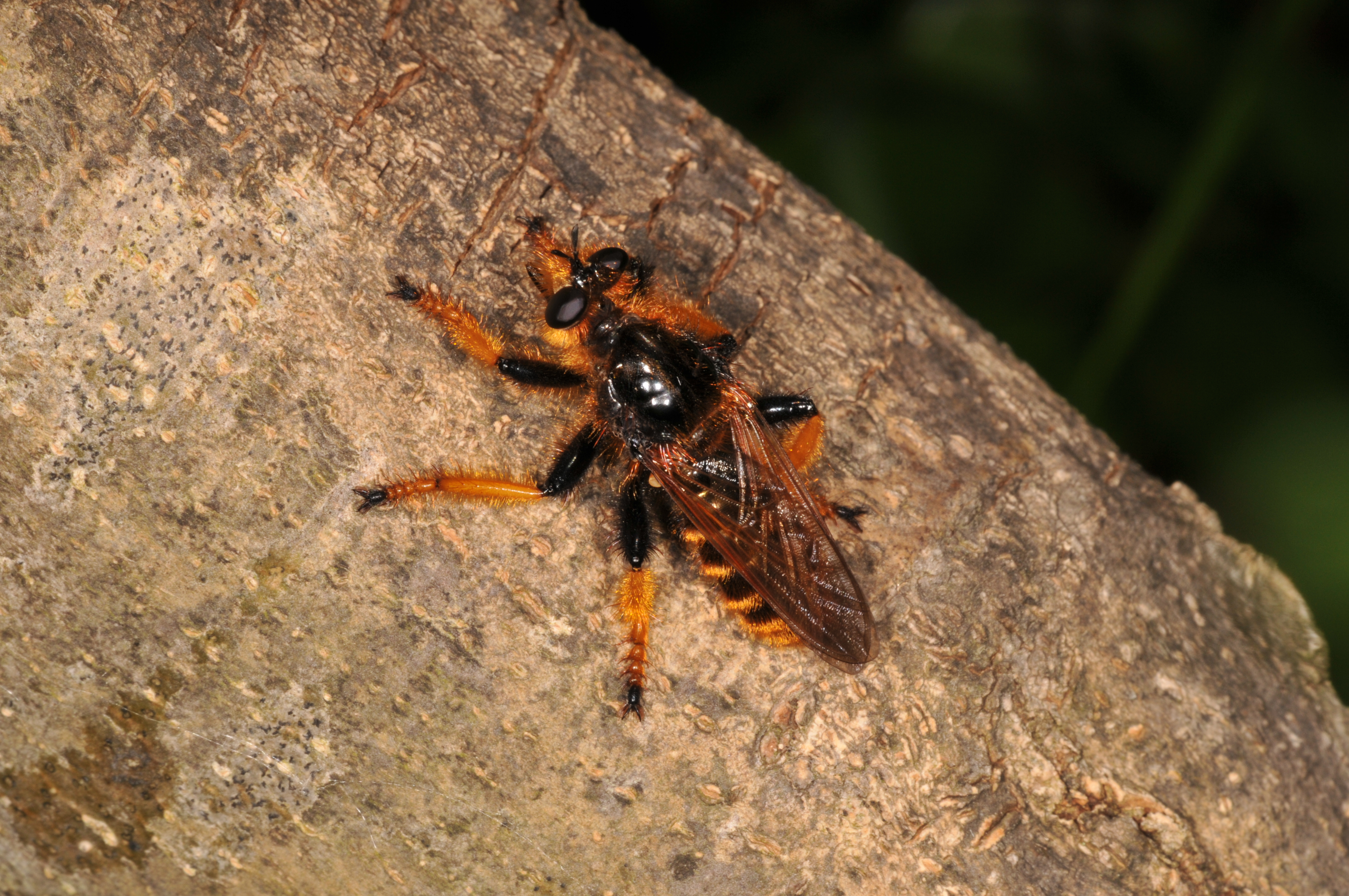